# 八庙镇 (苍溪县)
八庙镇，是中华人民共和国四川省广元市苍溪县曾經設置的的一个乡镇级行政单位。2020年5月，撤销八庙镇，设立百利镇，以原八庙镇、陵江镇解放村、百利村、金花村、嘉陵村和东青镇玉京村、中心村、高峰村所属行政区域为百利镇行政区域。

## 行政区划
八庙镇撤銷前下辖以下地区：
和平村、玉树村、王家口村、瑚琏村、青春村、郁家沟村、举台村、涧溪村、塘坪村、方斗村、新岭村、珑玲村和七树村。